# Zara Home
Zara Home - sieć sklepów z grupy Inditex. Specjalizuje się w artykułach dekoracyjnych i wystroju wnętrz. Skupia się głównie na tekstyliach takich jak pościel, obrusy, narzuty, ręczniki jak również na wyrobach ceramicznych i dekoracyjnych (ramki na zdjęcia, lustra, itp). Pierwszy sklep powstał w 2003 w Saragossie. Zara Home posiada swoje sklepy (215 na rok 2008) w Arabii Saudyjskiej, Anglii, Andorze, Belgii, Cyprze, Francji, Grecji, Hiszpanii, Holandii, Jordanii, Katarze, Kuwejcie, Libanie, Maroku, Meksyku, Omanie, Portugalii, Rumunii, Rosji, Turcji, Zjednoczonych Emiratach Arabskich i Polsce.